# Yoel Finol
Yoel Segundo Finol Rivas (* 21. září 1996, El Vigía, Mérida) je venezuelský boxer. Je levák, měří 168 cm a boxuje od deseti let. 
V roce 2014 byl čtvrtfinalistou mistrovství světa mládeže. V následujícím roce získal bronzovou medaili v lehké muší váze na Panamerických hrách v Torontu. Téhož roku se stal amatérským mistrem amerického kontinentu. Kvalifikoval se na mistrovství světa v boxu 2015, kde vypadl v osmifinále. 
Na olympijských hrách v roce 2016 postoupil v muší váze do semifinále, kde podlehl na body pozdějšímu vítězi této kategorie, reprezentantovi Uzbekistánu Shakhobidinu Zoirovovi. Původně tak Finol získal bronzovou medaili, ale poté, co byl finalista Michail Alojan z Ruska diskvalifikován za užití zakázaného tuaminoheptanu, bylo mu dodatečně uděleno stříbro.
Po olympiádě přešel do bantamové váhy, v níž vyhrál Jihoamerické hry v roce 2018. Na MS 2019 byl vyřazen ve druhém kole. Od roku 2019 boxuje profesionálně, ve svém prvním profesionálním utkání porazil Kolumbijce Jeysona Cervantese technickým knockoutem. Po třech profesionálních vítězstvích se vrátil mezi amatéry a zúčastnil se tokijské olympiády, kde prohrál hned první zápas s domácím boxerem Rjómeiem Tanakou. V roce 2024 se stal mistrem světa organizace International Boxing Association v kategorii do 57 kg, když v zápase o titul vrátil Zoirovovi porážku z olympiády v Riu.
Jeho sestra se provdala za boxera Edwina Valera, který ji v roce 2010 zavraždil a po zatčení spáchal sebevraždu. O tragédii natočil Ignacio Castillo Cottin hraný film El Inca. 